# Fédération cycliste française
La Fédération cycliste française (F.C.F.) est une fédération dissidente née d'une scission au sein de l'Union vélocipédique de France. Lancée par un membre de la région lyonnaise, elle est officialisée lors de son premier congrès en avril 1934 à Dijon. S'appuyant sur des comités régionaux elle s'étend au delà de la métropole en incluant un groupement basé à Alger. Elle s'éteint avec la Seconde Guerre mondiale.

## Histoire

### Genèse et lancement
Au cours de l'année 1933, l'augmentation des prix des licences et la multiplication des amendes, fruit d'un règlement contraignant, font beaucoup de mécontents au sein de l'Union vélocipédique de France. Dans la région lyonnaise, E. Richard, chef délégué régional de l'U.V.F. est très vivement critiqué après avoir perdu les droits d'exploitation du vélodrome de la Tête d'or. L'accusant d'irrégularité de caisse, les sociétés adhérentes décident de ne plus se faire représenter auprès de leurs instances tant qu'il ne démissionne pas.
En février 1934, E. Richard, est prié de quitter ses fonctions, ce qu'il refuse, souhaitant en être démis et en rester membre à vie. Il serait ainsi libre d'agir et créer une nouvelle fédération. Dans ce projet, il aurait déjà des promesses d'adhésion à Nancy et Saint-Étienne. N'étant pas renouvelé dans ses fonctions lors de la désignation du nouveau comité dirigeant, il appelle tous les mécontents de l'Union à le rejoindre afin de créer une nouvelle Fédération.
La Fédération cycliste française nait en mars 1934, 165 avenue de Saxe, à Lyon, avant d'établir son siège social au 34 rue Tupin. Son premier congrès se tient le 22 avril 1934 dans la salle des fêtes de la Grande Taverne à Dijon,. Les comités régionaux sont régis par un Comité Directeur auquel ils font chacun siéger trois de leurs représentants.
Cinq comités membres sont présentés lors du congrès originel :
- l'Union des Sociétés Cyclistes Lyonnaises et Régionales de Lyon (U.S.C.L.R., fondée en 1932 par E. Richard lui même) ;
- le Comité Cycliste des Bouches du Rhône et de la région (Marseille) ;
- le Comité Régional des Sociétés Cyclistes du Languedoc, Quercy et Pyrénées (Toulouse) ;
- le Comité du Roussillon (Perpignan) ;
- le Comité de Champagne (Reims).

Les comités régionaux membres conservent leur autonomie pour la gestion et l'administration de leurs fonds.
Le 7 octobre 1934, au 7 rue du Faubourg-Poissonnière, à Paris, E. Richard présente aux présidents des clubs parisiens les avantages de sa fédération dissidente et les invite à y adhérer. Il en fait de même le 19 octobre suivant à Marseille,.
Le 2e congrès de la F.C.F. se tient le 28 octobre 1934 à Lyon. La jeune fédération fait son premier bilan après six mois d'existence :
- pour le Comité Lyonnais : 13 épreuves disputées sur route, 2 réunions sur piste et 2 clubs affiliés, 172 licenciés[14] ;
- pour le Comité du Roussillon : 12 épreuve, 7 clubs et 130 licenciés ;
- pour le Comité du Languedoc : 6 épreuves, 1 club et 53 licenciés.

Il est prévu pour 1935 la création de nouvelles épreuves, dont des Championnats nationaux de la Fédération sur piste et sur route se tenant le même jour. Choix est fait de ne pas les intituler "Championnat de France" afin de ne pas exclure les athlètes de nationalité étrangères. E. Richard déclare avoir l'ambition de créer un Comité Parisien le 30 novembre suivant avec l'appoint de Henri Bellivier, triple Champion de France Amateur et coureur olympique.
« Les mécontents sont nombreux, mais beaucoup n'ont pas le courage de partir. Je viens de recevoir une lettre de l'ancien champion Henri Bellivier, qui m'écrit : "J'ai conservé une dent contre l'U.V.F. qui m'a fait vieillir dix ans trop tôt. Je suis avec intérêt vos travaux et suis tout disposé à vous épauler à l'occasion" » E.Richard, 28 octobre 1934.
Le 27 novembre 1934 est constitué définitivement le comité algérien au sein de la F.C.F. : l'Union Cycliste Algérienne,. Très investi, Henri Bellivier y préside même des réunions du comité.

### Extension et organisation d'un championnat national
Le 27 mars 1935 est créé le Comité de la Loire. Il est constitué définitivement le 6 avril suivant.
Le 23 mai 1935 est déclaré le Comité régional du Bas Languedoc (Carcassonne).
Le premier Championnat F.C.F. national regroupant les meilleurs coureurs de tous les Comités se tient finalement à Lyon le 22 septembre 1935 comme suit, :
- 7h : départ du Championnat routier sur 100 km de La Demi Lune à Limonest ;
- 14h : Championnat de Vitesse, puis individuelle 10 km et une Course à l'américaine sur 50 km au Stade municipal ;

Le troisième Congrès de la F.C.F. a lieu le 24 novembre 1935 à Lyon. Leurs médailles de champion sont remises aux vainqueurs du 22 Septembre.
En mars 1936 est créé le Comité de Paris, dirigé par Henri Bellivier et Pierre Sergent (cyclisme) (champion de France de sprint professionnel et numéro 2 mondial). Ce Comité parisien s'installe au 85 avenue de la Grande-Armée.
Pour les Championnats de la F.C.F. de 1936, la distinction entre les compétiteurs français et les étrangers est abandonnée, le maillot tricolore est adopté et l'expression Champion de France de la F.C.F. entre dans l'usage. Cinq équipes y prennent part en provenance d'Albi, Lyon, Paris, Saint-Étienne et Toulouse. La journée se déroule sur le même format que l'édition 1935 : Championnat routier le matin, épreuves sur piste l'après-midi.
L'épreuve routière nationale est endeuillée par le décès d'un coureur albigeois, Jean Mure, percuté par une automobile dans le col de la Luère, dans la descente de Bessenay. Maurice Vandenabeel, quant à lui, est grièvement blessé et transporté à l'Hôtel-Dieu tandis que Jean Françon, blessé moins gravement, est reconduit chez lui. Sept autres coureurs ont été blessés légèrement.
Le quatrième Congrès de la F.C.F. se tient le 29 novembre 1936 à Lyon. Au bout de trois années, la F.C.F. dénombre 7 comités régionaux.
Le Championnat de France de 1937 se déroule le 19 septembre à Lyon. La journée se déroule sur le même modèle que les deux éditions précédentes, épreuve routière le matin, sur piste l'après midi.
En 1938, le Championnat de France n'est que routier et se tient le 10 juillet après midi à Toulouse, toujours lancé par E. Richard. Les équipes de Paris, Bordeaux et Saint-Étienne sont forfaits en dernière minute, dans l'impossibilité de se déplacer.
Recevoir le Championnat de France est alors très important pour le Comité du Languedoc. Très actif, il organise le Grand Prix de Toulouse. De plus, œuvrant en collaboration avec le Comité du Bas Languedoc, il met en place la classique Toulouse-Carcassone (aller retour).
Le 9 juillet 1939, c'est à Albi que se tient le Championnat de France, uniquement routier, de la fédération dissidente,. Il est remporté par Jules Gillard, 35 ans et quadruple participant du Tour de France.
Après cinq années d'existence, et malgré une réputation de niveau moindre, la fédération dissidente poursuit sa route.

### Disparition brutale, bilan et héritage
Le 30 août 1939, du fait de l'actualité du moment, le comité lyonnais, l'U.S.C.L.R., annonce l'annulation de son calendrier de fin de saison.
La F.C.F. cesse d'exister d'elle même avec les événements engendrés par l'entrée en guerre de la France en septembre 1939.
Malgré les avis défavorables à son lancement, et son absence de lien avec l'Union cycliste internationale la condamnant à un rôle de second plan, la F.C.F. perdure un peu plus de cinq années durant lesquelles elle parvient à fédérer de nombreux clubs et athlètes dans toute la France.
Certains de ses talents profitent de leur exposition en son sein pour se faire connaître et rejoindre l'Union vélocipédique de France. À l'inverse, d'anciennes gloires de l'U.V.F. la rejoignent par rancœur ou par attrait.
Permettant à des coureurs étrangers de prendre part à leurs compétitions, et laissant une grande liberté à ses comités membres, la F.C.F. a montré l'exemple qu'une gestion moins rigide qu'au sein de l'U.V.F. était possible.
Son palmarès et son existence tombent officiellement dans l'oubli. Après guerre, leur souvenir est entretenu par les quelques champions s'en réclamant.

## Athlètes
Dite « dissidente », la F.C.F. est ouverte à tous les coureurs qui résident en France, indifféremment de leur nationalité sous réserve d’adhésion à l’un des regroupements membres. L'adhésion induit l'acquittement d'une licence. Elle est offerte durant la première année d'existence de la fédération, en 1934. Ensuite, une fourchette de prix est fixée par le comité central par catégorie. Dans ce cadre, les comités régionaux sont alors libres de leurs tarifs.
Les catégories "Professionnels", "Aspirants", "Indépendants" et "Amateurs" ne sont pas conservées par la F.C.F. préférant établir des catégories suivant les performances des coureurs. Ces catégories reprennent la classification établie par l'U.S.C.L.R. avant guerre à la différence qu'il ne suffit pas d'avoir gagné une course pour passer à la catégorie supérieure. Une fiche est tenue pour chaque coureur où sont inscrits le détail et le total des prix (en espèces ou nature) qu'il remporte à chaque victoire. Lorsque le total s'élève à une somme prédéfinie, l'athlète monte d'une catégorie. L'objectif de ce fonctionnement est de mettre tous les coureurs sur un même pied d'égalité.
Détail des catégories et fourchettes de prix des licences :
- Débutants : 4 à 6 francs
- 4e catégorie : 6 à 9 francs
- 3e catégorie : 10 à 15 francs
- 2e catégorie : 12 à 18 francs
- 1re catégorie : 15 à 25 francs
- Hors classe : 20 à 30 francs

En 1937, après 4 années d'existence et 3 championnats de France, la F.C.F., bien qu'installée dans le paysage sportif, peine à convaincre face à l'U.V.F. dont les coureurs professionnels sont plus connus et considérés meilleurs. Ainsi, les championnats nationaux organisés cette année là à Lyon n’attirent pas autant les foules que la concurrence. En prime, certains de ses meilleurs éléments rejoignent l'Union vélocipédique de France. À titre d'exemple, André Berruezo, champion de France routier 1936 de la F.C.F. rejoint l'U.V.F. dès la saison suivante à l'occasion d'un changement de club après plusieurs années parmi les dissidents.

## Insignes et couleurs
Lors du 2e congrès de la F.C.F. le 28 octobre 1934, il est décidé que :
- l'insigne fédéral est un bouton tricolore (rouge, blanc, bleu) portant en lettres d'or F.C.F. et cerclé d'une couronne de lauriers en argent ;
- la couleur officielle de la Fédération est le vert ;
- le maillot de Champion de la Fédération (vitesse et fond) est vert avec ceinture olympique ;
- Le jaune est choisi pour la couleur des licences.

À partir de 1936, la distinction français/étrangers est abandonnée pour laisser place au maillot tricolore de Champion de France.
Dans le Tarn, le champion routier régional porte un maillot jaune jusqu'à remise en jeu de son titre.

## L'avis de l'U.V.F. sur la F.C.F.
Dans son numéro du 27 mars 1934, l'hebdomadaire Le Vélo publie un article de René Lecot. Dans cet article, après avoir échangé avec Mr Richard à l'occasion du lancement de sa Fédération, il donne la parole à des membres de l'U.V.F. sur le sujet :
M. Aynard, ex-président du Groupe des Apprentis Sportif (fédération dissidente antérieure) s'exprime ainsi dans cet article : « Le G.A.S. fut créé au temps ou M. Richard était chef délégué de l'U.V.F. à la suite de certains abus, tels que : Interdiction au club d'organiser des épreuves réservées aux jeunes coureurs non licenciés. Manque de considération à l'égard des petits constructeurs ou marchands de cycles. Notre groupement établi en marge de l'U.V.F. concurrença dangereusement le Premier Pas Dunlop.
[...] dès que nous avons su que M. Richard n'était plus chef délégué nous avons dissout notre groupement, car il n'y avait plus de raison de lutter, puisqu'on nous promettait ce que M.Richard nous avait refusé. »
À cette occasion, il ajoute également qu'il ne croit pas que la F.C.F. réussisse du fait qu'elle est trop impopulaire auprès des athlètes. Pour appuyer son propos il cite deux coureurs lyonnais, Scappaticci et Brunet affirmant : « M.Richard nous a assez brimé, nous ne désirons nullement le suivre dans ses tribulations et nous avons la conviction d'exprimer ainsi le sentiment de tous les jeunes coureurs. »
M. Remy, membre de la commission militaire de l'U.V.F. ajoute aux propos d'Aynard que « Mr Richard ne sait pas où il va. Aucune société existante ne lui prêtera son concours. »
M. Trichon, de l'Équipe cycliste Griffon est du même avis que messieurs Aynard et Remy estimant qu'« Il [Mr Richard] est trop impopulaire à la fois auprès des sociétés et auprès des coureurs »
M. Cuzin, ancien membre du comité de l'U.V.F. nuance : « Le nouveau Comité n'est pas mal constitué. S'il consent à se conformer au règlement de l'U.V.F., Richard ne peut rien contre lui. Toutefois, il faut bien reconnaitre que l'U.V.F. a des ennemis et Richard est un homme intelligent qui saura profiter des moindres crevasses de la peau de la "vieille Bique". Dans ce cas, c'est le moment ou jamais de mettre fin aux luttes intestines et de faire front unique. »
Maître Freycinet, avocat conseil de l'U.V.F. ne se permet qu'un mot en dehors de sa réserve professionnelle en précisant que « Les dissidences en politique n'ont jamais donné de résultat ».
M. Audemard estime que « Le nouveau Comité est très bien constitué; il vivra et prospérera, car tout le monde s'entend parfaitement. La dissidence, elle, ne rendra rien. Elle est "mort-née" et Mr Richard restera seul. »
Pour M. Coudert, président de la J.P. Villeurbannaise « La nouvelle Fédération ne tiendra pas, faute d'éléments. »
Pour M. Berlioz, délégué de l'U.A.I. : « Ça marchera pendant quelque temps, mais ça ne durera pas, ce ne sera qu'un feu de paille. »
Le chef consul de l'U.V.F., M. Colliat « pense également que dans l'impossibilité d'organiser des épreuves à Lyon, et se heurtant à l'U.C.I. dans ce qu'il pourrait tenter à l'étranger, Mr Richard ne peut pas faire grand chose. »
Pour M. Pierre Bachellerie, président de l'U.C.L., « Mr Richard est responsable de tout ce qui arrive. Il a voulu jouer les dictateurs et maintenant les sociétés, pas plus que les coureurs, ne peuvent le "supporter". Dans sa nouvelle fédération, il ne sera secondé par aucune compétence... ou alors ce seront des compétences intéressées. »

## Palmarès des Championnats nationaux de la F.C.F.
Après les Championnats régionaux, les meilleurs coureurs se disputent le titre de Champion national. En voici une reconstitution du palmarès :
- 1935, le 22 septembre à Lyon[40]
  - Lucarelli, étranger, est Champion routier des Internationaux et vainqueur du jour
  - Jean Françon[41], premier français au classement de l'épreuve, est Champion de France routier
  - De Paoli est Champion de Vitesse sur piste
  - Di Natal est Champion sur 10km en individuel sur piste
  - Le duo Ruiz / De Paoli remporte l'épreuve à l'américaine sur 50km

- 1936, le 2 août, à Lyon
  - André Berruezo est Champion de France routier
  - Lucarelli est Champion de France de Vitesse
  - Delange est Champion sur 10km en individuel sur piste
  - Le duo Lucarelli / Ruelda remporte l'épreuve à l'américaine sur 50km

- 1937, le 19 septembre, à Lyon
  - De Carolis est Champion de France routier
  - Niaucel est Champion de France de Vitesse
  - Boiche Champion de France 10km Piste en Individuel[42]
  - Le duo Collas / Girard remporte l'épreuve à l'américaine sur 50km

- 1938, le 10 juillet, à Toulouse
  - Ferrandis est Champion de France routier

- 1939, le 9 juillet, à Albi
  - Jules Gillard est Champion de France routier